# Halfdan Hansen
Halfdan Hansen (16 de outubro de 1883 — 1 de abril de 1953) foi um velejador norueguês, campeão olímpico. Ele competiu nos Jogos Olímpicos de Verão de 1912 na classe 12 Metre e conquistou a medalha de ouro na disputa a bordo do Magda IX com Johan Anker, Eilert Falch-Lund, Nils Bertelsen, Magnus Konow, Arnfinn Heje, Alfred Larsen, Petter Larsen, Christian Staib e Carl Thaulow. Seu filho Børre Falkum-Hansen conquistou a medalha de prata na classe de 5,5 metros em Helsinque em 1952. Na Páscoa de 1953, enquanto esquiava, Hansen foi pego por uma nevasca e morreu congelado. Seu corpo foi encontrado no dia seguinte.